# Jeanne-Marie Leprince de Beaumont
Œuvres principales
- La Belle et la Bête (1756)

Jeanne-Marie Leprince de Beaumont, née le 26 avril 1711 à Rouen et morte le 6 décembre 1776 à Avallon est une romancière française.
Auteur sous le nom de Mme Leprince de Beaumont, elle écrivit environ 70 volumes de contes pour enfants, comme La Belle et la Bête, lequel est devenu un classique de la littérature d’enfance et de jeunesse. Considérée comme l'une des femmes de lettres pionnières de cette catégorie littéraire, elle est l' arrière grand-mère de l'écrivain, historien et archéologue Prosper Mérimée. Jeanne-Marie Leprince de Beaumont est l’auteure d’une des œuvres les plus universellement familières écrites en France au XVIIIe siècle : La Belle et la Bête, mais c’est moins le conte qu’on retient qu’une histoire résumée dans un titre qu’elle n’a pas inventé, et son œuvre, quoique considérable, a été complètement oubliée.

## Biographie
Marie-Barbe Le Prince est la fille aînée de Jean-Baptiste-Nicolas Le Prince et de Marie-Barbe Plantart. Pour son père, il s'agit d'un second mariage, puisqu'il a épousé en premières noces Marie Anne Thérèse du Guillaud, dont il est veuf. Marie-Barbe perd sa mère à l'âge de onze ans : son père se remarie avec Anne Gaultier, qui met au monde plusieurs enfants, dont le peintre Jean-Baptiste Le Prince.
Elle entre à 14 ans au couvent d'Ernemont avec sa soeur cadette Catherine Aimée, puis commence à enseigner deux ans plus tard.
En 1727, elle se rend à la cour de Lunéville où elle est introduite par madame d'Ambray comme dame de compagnie et musicienne auprès de Stanislas Leszczynski. Elle officie comme préceptrice de la fille aînée d’Élisabeth Charlotte d'Orléans à Luneville, puis, au départ de celle-ci en 1737, se consacre à l'éducation de jeunes filles de la congrégation Notre-Dame.
Elle épouse le 22 juin 1737, à Lunéville, Claude-Antoine Malter, danseur et maître à danser.
Une fiche de police de 1751 nous apprend qu'elle a eu une fille qui est identifiée avec Élisabeth Grimard, qu'elle présentera plus tard comme sa nièce, sous le nom de Betsy, et qu'elle « a donné dans sa jeunesse dans la débauche ».
Possédant une belle voix, elle se serait produite avec son mari sur diverses scènes, notamment celle de Marseille, et elle avouera plus tard au prince de Wurtemberg (lettre de 1767-68) que :
Le malheureux talent d'une très belle voix me retenait au monde, dont je connaissais le danger, et la nécessité de vivre de ce talent barrait tous mes projets de réforme.
Elle quitte son mari vers 1744, en raison de ses infidélités. D'après l'abbé J.-V. Genet, elle est appelée à la même période par l'abbé Nicolas Gaudru, chanoine et professeur de philosophie au collège de Reims, pour diriger une école de filles. À sa demande et pour l'école, elle aurait composé les contes du Magasin des enfants.
En 1748, elle se rend en Angleterre et s'installe à Londres. Elle y séjournera plus de dix-sept ans. Elle devient gouvernante et s'occupe de l'éducation de filles de la haute société anglaise. Là, elle vit d'abord jusqu'en 1756 avec un dénommé Antoine Grimard, marquis de Beaumont, un contrebandier qu'elle connaît depuis sa rupture avec Malter, qu'elle fait passer pour son mari et dont elle prend le nom, puis, jusqu'en 1762, avec un exilé français, traître à sa patrie, Thomas Pichon (1700-1781) qui se faisait appeler Tyrrell. Aucun acte de mariage ou de divorce n'a jamais été retrouvé la liant à ses deux compagnons successifs, son contrat de mariage avec Malter, pourtant frappé de nullité, n'ayant d'ailleurs jamais pu être cassé légalement en raison d'un manque de moyens financiers.
En 1756, elle publie à Londres un traité d'éducation des jeunes filles, Le Magasin des enfans, ou Dialogues d’une sage gouvernante avec ses élèves de la première distinction. Forte de son succès, elle réitère en 1760 avec Le Magasin des adolescentes et publie, en 1772, un traité d'éducation des jeunes garçons : Le Mentor moderne.
En 1763, elle part pour Annecy avec Élisabeth Grimard et son époux, le chirurgien Nicolas Louis Joseph Moreau. Elle y vit sous la conduite d'un directeur de conscience, le chanoine Riondel. Puis vers 1773, elle déménage avec la famille Moreau à Avallon où elle meurt en 1776. Elle semble avoir été inhumée dans le caveau familial, à Ubexy.

## Œuvres
- Le Triomphe de la vérité, et Mémoires de M. de La Villette, 1748 ;
- Lettre en réponse à l’Année merveilleuse, 1745 ;
- Le Nouveau Magasin François, et Bibliothèque instructive et amusante, 1750-51 ;
- Lettres de Mme Du Montier à la marquise de ***, sa fille, avec les réponses, où l’on trouve les leçons les plus épurées et les conseils les plus délicats... pour servir de règle dans l’état du mariage, 1756 ;
- Magasin des enfants, et Dialogues d’une sage gouvernante avec ses élèves de la première distinction, dans lesquels on fait penser, parler, agir les jeunes gens suivant le génie, le tempérament et les inclinations d’un chacun... on y donne un abrégé de l’histoire sacrée, de la fable, de la géographie, etc., le tout rempli de réflexions utiles et de contes moraux, Londres, Haberkorn, 1756 (le fonds de la Bnf possède l'édition de 1758 par le libraire Reguilliat)
- La Belle et la Bête, dans le Magasin des enfants, Londres, Haberkorn, 1756, 4 volumes in-12, vol. 1, p. 70sq [exemplaire à la British Library consultable en ligne]
- Anecdotes du XIVe siècle pour servir à l'histoire des femmes illustres de ce temps, Londres, Haberkorn, sans date (1758). Numérisé.
- Magasin des adolescentes, et Dialogues d’une sage gouvernante avec ses élèves de la première distinction, 1760 ;
- Principes de l’histoire sainte, mis par demandes et par réponses, pour l’instruction de la jeunesse, 1761 ;
- Instructions pour les jeunes dames qui entrent dans le monde et se marient, leurs devoirs dans cet état et envers leurs enfants, 1764 ;
- Lettres d’Emerance à Lucie, 1765 ;
- Mémoires de Madame la Baronne de Batteville et la Veuve parfaite, 1766 ;
- La Nouvelle Clarice, histoire véritable, 1767 ; roman épistolaire d’après le roman de Samuel Richardson, Clarisse Harlowe, 1748 ;,
- Magasin des pauvres, artisans, domestiques et gens de campagne, 1768 ;
- Les Américaines, et la Preuve de la religion chrétienne par les lumières naturelles, 1770 ;
- Éducation complète, et Abrégé de l’histoire universelle, mêlé de géographie et de chronologie, 1772 ;
- Contes moraux, 1774 ;
- La Dévotion éclairée, et magasin des dévotes, 1779.
- La Veuve et ses deux filles
- La Belle et la Bête, ill. de Willi Glasauer, 1983.
- Le Prince Fatal et le Prince Fortuné [lire en ligne]
- Le prince Chéri [lire en ligne]
- Joliette et le danger de rapporter [lire en ligne]
- « Belote et laidronette »

## Adaptations

### Musique
- 1771 : création de l'opéra-ballet Zémire et Azor avec musique d'André Grétry, livret de Jean-François Marmontel et chorégraphie de Gaëtan Vestris

### Cinéma
- 1946 : La Belle et la Bête, film en noir et blanc réalisé par Jean Cocteau
- 1962 : La Belle et la Bête, film en couleur réalisé par Edward L. Cahn
- 1991 : La Belle et la Bête, film d'animation en couleur réalisé par Gary Trousdale et Kirk Wise
- 2017 : La Belle et la Bête, film en couleur réalisé par Bill Condon

### Télévision
- 1987-1990 : La Belle et la Bête, série télévisée créée par Ron Koslow